# Johanneskirche (Neu-Isenburg)

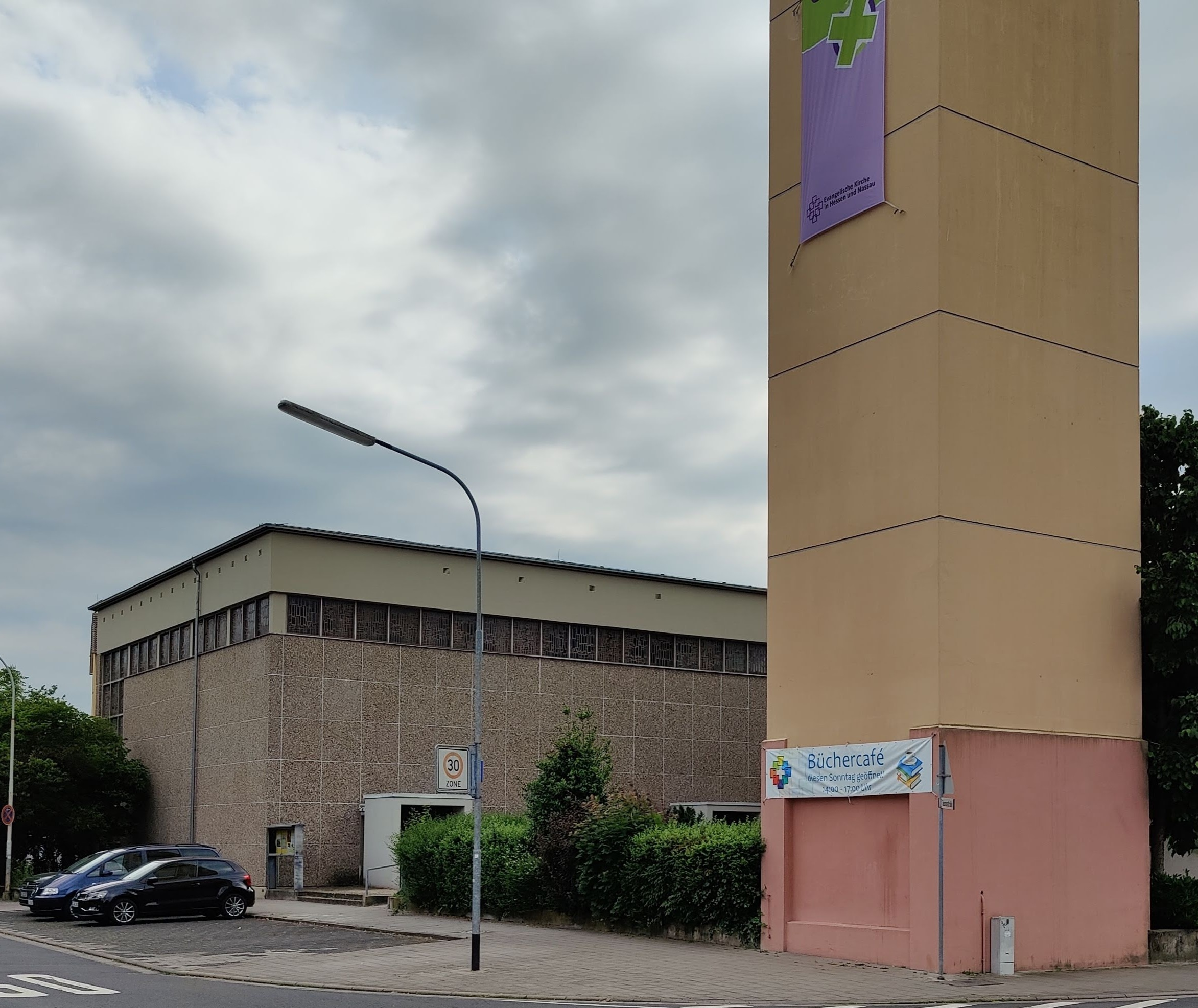
Kubisches Kirchenschiff und Campanile der evangelischen Johanneskirche in Neu-Isenburg, erbaut 1967–1968

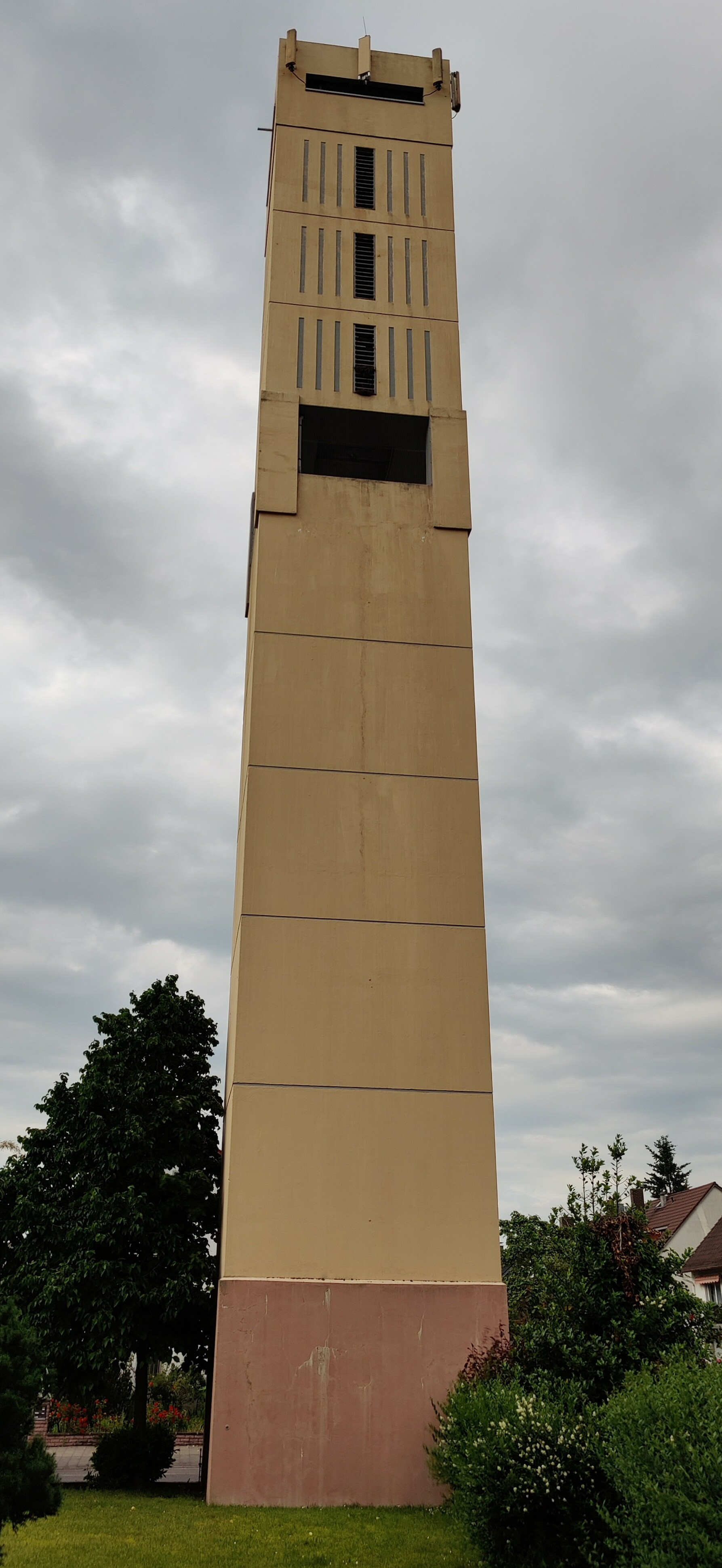
Campanile der Kirche

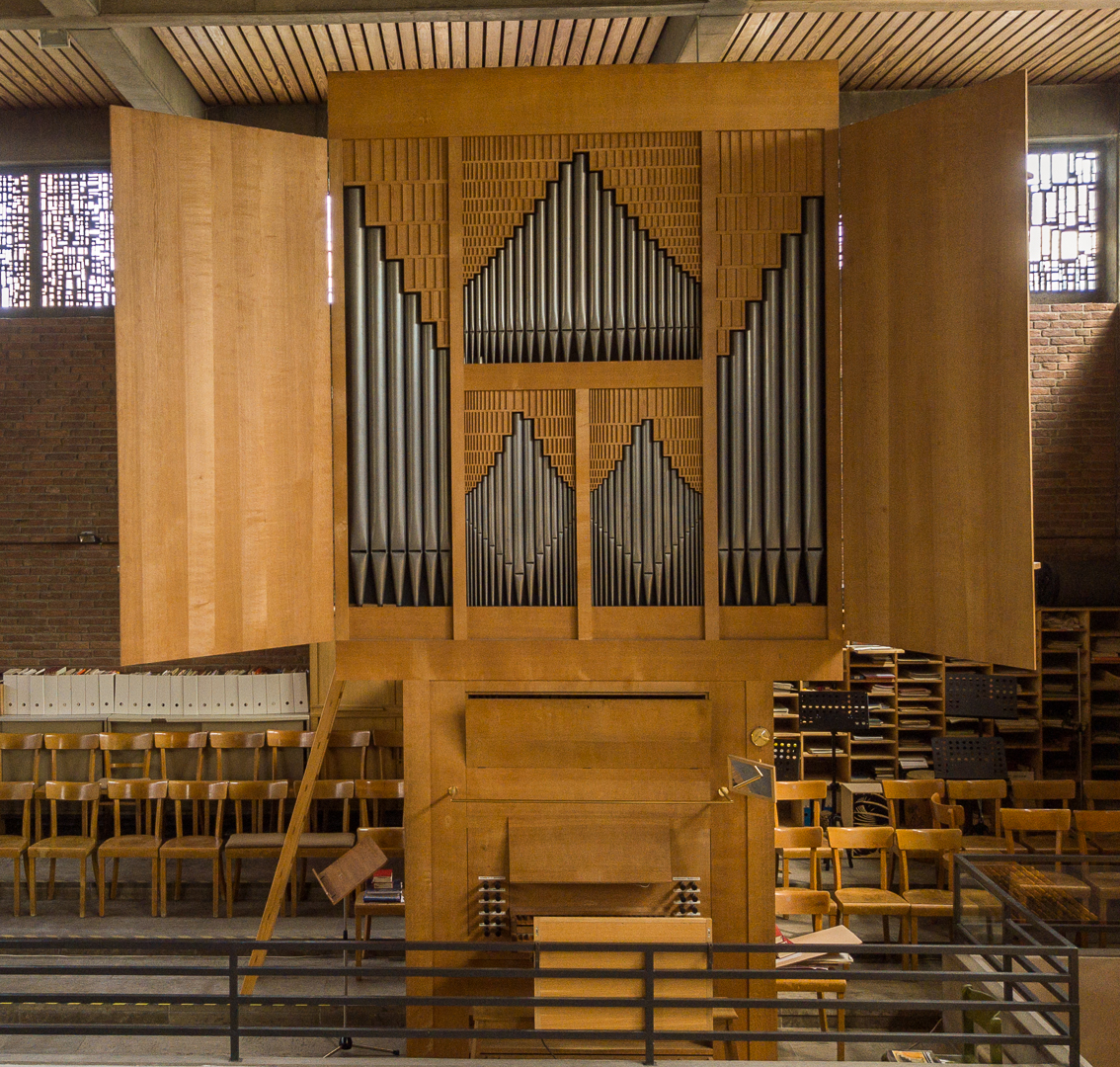
Ahrend-Orgel von 1973

Die evangelische Johanneskirche ist ein im Stil der Moderne errichtetes Kirchengebäude in Neu-Isenburg, einer Stadt im südhessischen Landkreis Offenbach. Die Kirche wird von der Evangelischen Johannesgemeinde Neu-Isenburg genutzt, die zum Dekanat Dreieich-Rodgau der Evangelischen Kirche in Hessen und Nassau (EKHN) gehört.

## Geschichte
Am 20. Dezember 1943 wurde die evangelisch-reformierte Kirche „Am Marktplatz“ in Neu-Isenburg durch einen britischen Bombenangriff fast vollständig zerstört. Nachdem die Gottesdienste der evangelischen Gemeinde übergangsweise in der katholischen Kirche St. Josef gefeiert worden waren, verlegte man die Feier schon bald in eine im Westen Neu-Isenburgs gelegene Kindergarten-Baracke in der Schillerstraße.
Angestoßen durch diese provisorische Notlösung entstand Ende der 1940er-Jahre die Idee, durch den Bau eines Gemeindehauses eine dauerhafte Niederlassung der evangelisch-reformierten Gemeinde im Westen der Stadt zu errichten. Entsprechende Planungen dauerten von 1952 bis 1954 an. Als das Gemeindehaus 1955 fertiggestellt worden war, feierte man in den darauffolgenden Jahren mangels eines eigenen Kirchengebäudes die Gottesdienste im Obergeschoss des neuen Gemeindezentrums. Am 1. April 1958 erhielt die evangelische Gemeinde im Westen Neu-Isenburgs unter dem Namen Evangelische Johannesgemeinde die vollständige Unabhängigkeit und wurde von ihrer weiter östlich gelegenen Muttergemeinde „Am Marktplatz“ losgelöst.
Erst 1963 wurde für den Bau einer eigenen Kirche ein Architektenwettbewerb ausgeschrieben, den der Neu-Isenburger Architekt Harry Hintereder gewinnen konnte. Infolgedessen wurde der Bau des Kirchengebäudes nach den Plänen Hintereders ausgeführt. Mit der Gestaltung der Altarwand und weiterer Innenraumelemente (Altar, Taufbecken, Kanzel, Eingangsportale und Sitzbänke) wurde der Frankfurter Bildhauer Harro Erhart beauftragt, die Seitenfenster stammen aus einer Künstlerwerkstatt in Obertal bei Baiersbronn.
Nachdem im August 1966 die Ausschachtungsarbeiten begannen und im Januar 1967 das Richtfest für den Neubau gefeiert wurde, konnte die Johanneskirche nach etwa zweijähriger Bauzeit am Abend des 7. Dezember 1968 offiziell eingeweiht werden. Am Morgen des darauffolgenden Tages fand der erste Gottesdienst in der neuen Kirche statt.

## Orgel
Die Orgel der Johanneskirche stammt aus der Orgelbauwerkstatt Ahrend im niedersächsischen Ort Loga, Stadtteil der Kreisstadt Leer in Ostfriesland. Nach viereinhalbjähriger Bauzeit wurde die mechanische Orgel aus Eichenholz mit Zinnpfeifen am 18. Februar 1973 in ihren Dienst gestellt. Sie weist 17 Register auf, verteilt auf 2 Manuale und Pedal.
| I Hauptwerk C–f3 |              |     |
| 1.               | Praestant    | 08′ |
| 2.               | Gedackt      | 08′ |
| 3.               | Octave       | 04′ |
| 4.               | Spitzgedackt | 04′ |
| 5.               | Octave       | 02′ |
| 6.               | Mixtur IV    |     |
| 7.               | Trompete     | 08′ |

| II Brustwerk C–f3 |             |       |
| 8.                | Holzgedackt | 08′   |
| 9.                | Holzflöte   | 04′   |
| 10.               | Rohrflöte   | 02′   |
| 11.               | Quinte      | 1 ⁄3′ |
| 12.               | Scharff III |       |
| 13.               | Regal       | 08′   |
|                   | Tremulant   |       |

| Pedal C–f1 |          |     |
| 14.        | Subbass  | 16′ |
| 15.        | Octave   | 08′ |
| 16.        | Octave   | 04′ |
| 17.        | Trompete | 08′ |

- Koppeln: II/I, I/P, II/P

## Glocken
Die zwei Glocken der Kirche stammen aus der Glockengießerei Rincker im mittelhessischen Sinn. Bei ihrem Läuten erklingt der Zweiklang b′ – des″.